# Romolo Fowst
Romolo Fowst (Roma, 1893 – Valjunquera, 26 marzo 1938) è stato un militare italiano, decorato con la medaglia d'oro al valor militare alla memoria nel corso della guerra di Spagna.

## Biografia
Nacque a Roma nel 1893,  figlio di Giovanni e Anna Giordano.
Dopo aver conseguito la licenza superiore presso l'Istituto tecnico di Reggio Calabria, nel 1912 si arruolò volontario nel Regio Esercito, assegnato all'arma di cavalleria in forza al Reggimento "Cavalleggeri di Roma" (20º) con il quale prese parte alla prima guerra mondiale. Nel settembre 1916 rimase ferito a Monfalcone, e fu decorato con una medaglia d'argento al valor militare. Rientrato in servizio al reggimento, fu ammesso a frequentare il corso per allievi ufficiali mitraglieri nel luglio 1917 e due mesi dopo ottenne la nomina ad ufficiale, trasferito in zona di operazioni al Reggimento "Cavalleggeri di Monferrato" (13º). Nel giugno 1918 fu promosso tenente. Posto in congedo, ritornò alla vita civile dove svolse attività industriale a Forlì. Richiamato in servizio attivo a domanda con il grado di capitano fu assegnato al Reggimento "Lancieri di Vittorio Emanuele II" (10°) nel dicembre 1935, e posto poi in congedo l'anno successivo. Messo a disposizione Passato del Comando generale della Milizia Volontaria Sicurezza nazionale, con il grado di centurione, fu inviato a combattere nella guerra di Spagna. Nell’agosto del 1937 fu posto al comando della 2ª Compagnia del 1º reggimento "Frecce Nere". Cadde in combattimento a Valjunquera il 26 marzo 1938, e fu decorato con la medaglia d'oro al valor militare alla memoria.

### Annotazioni
1. ↑  La sua famiglia era originaria della Calabria ed aveva nobili tradizioni patriottiche. Il nonno paterno subì delle persecuzioni dal Governo borbonico ed il nonno materno, ufficiale nelle camicie rosse di Garibaldi, fu ferito in Aspromonte nel 1882.

### Fonti
1. ↑  Gruppo Medaglie d'Oro al Valore Militare 1965, p. 287.
2. 1 2 3 4 5 6 7 8 9 10  Combattenti Liberazione.
3. ↑   Medaglia d'oro al valor militare Fowst, Romolo, su quirinale.it, Quirinale. URL consultato l'11 febbraio 2023.
4. ↑  Registrato alla Corte dei conti lì 4 maggio 1939,  guerra registro 17, foglio 328.